# Ojo de Agua de Morán
Ojo de Agua de Morán är en ort i Mexiko.   Den ligger i kommunen Atotonilco el Alto och delstaten Jalisco, i den centrala delen av landet, 400 km väster om huvudstaden Mexico City. Ojo de Agua de Morán ligger 1 987 meter över havet och antalet invånare är 1 113.
Terrängen runt Ojo de Agua de Morán är kuperad söderut, men norrut är den platt. Ojo de Agua de Morán ligger uppe på en höjd. Runt Ojo de Agua de Morán är det ganska tätbefolkat, med 86 invånare per kvadratkilometer. Närmaste större samhälle är Atotonilco el Alto, 5,3 km söder om Ojo de Agua de Morán. I omgivningarna runt Ojo de Agua de Morán växer huvudsakligen savannskog.